# سيد طاهر (الهايي)
سيد طاهر (بالفارسية: سیدطاهر) هي قرية وتقع في إيران في قسم الهايي الريفي. يقدر عدد سكانها بـ 150 نسمة .